# Globin
Globin (latinsky globus "koule" + -in) je bílkovina kulovitého tvaru tvořená čtyřmi polypeptidy. Nejčastěji je dvojice polypeptidových řetězců stejná, dva jsou tvořeny alfa šroubovicí a dva beta skládaným listem. V lidském organismu se vyskytují řetězce globinu alfa, beta, gama, delta.

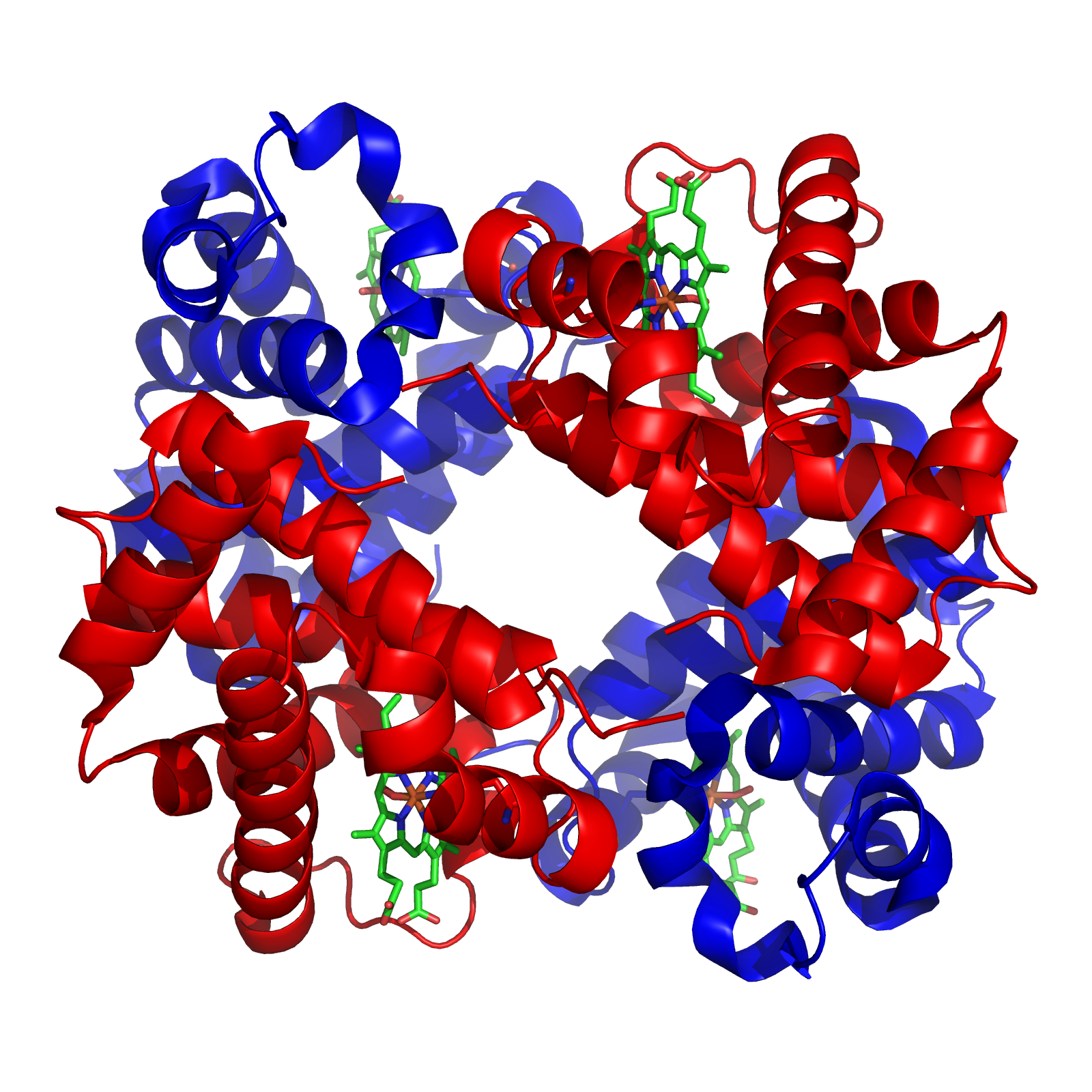
Hemoglobin složený ze čtyř globinových podjednotek

Globinové proteiny jsou v živých organismech všudypřítomné a provádějí různé funkce související se schopností jejich protetické hemové skupiny vázat plynné sloučeniny jako je O2 nebo CO.

## Skupiny globinů
Pro všechny skupiny globinů je společný trojrozměrný záhyb, který se obvykle skládá z osmi alfa šroubovic. Globiny jsou rozděleny do několika velkých skupin:
- hemoglobiny (Hb) a myoglobiny (Mb) u obratlovců, dále to jsou androglobin, cytoglobin, globin E, globin X, globin Y, neuroglobin

- globiny bezobratlých
- leghemoglobiny a další v rostlinách[1]
- flavohemoproteiny (FHb) v bakteriích a houbách

## Hemoglobin a myoglobin
Jednou z nejznámější a nejprozkoumanější skupinou globinů jsou hemoglobiny (červené krevní barvivo) a myoglobiny. Obě tyto bílkoviny reverzibilně vážou kyslík prostřednictvím protetické hemové skupiny, kterou obsahují. Podílejí se tak na vazbě a přepravě kyslíku v mnoha organismech.
Běžný hemoglobin dospělého člověka (HbA) se skládá ze 4 podjednotek, které jsou tvořeny bílkovinnou částí – globinem (dvou alfa-globinů a dvou beta-globinů) a nebílkovinnou částí – hemem (porfyrinovou skupinou s navázaným železem).  Globin zaujímá asi 96 % celé molekuly hemoglobinu.
Myoglobin je tvořen pouze jednou podjednotkou globinu s navázaným hemem a nazývá se proto monomerický myoglobin. Myoglobin byl prvním proteinem, jehož struktura byla vyřešena.